# Burk's Falls
Burk's Falls es un pueblo canadiense situado en la provincia de Ontario.

## Superficie
Burk's Falls tiene una superficie de 3,09 km².

## Demografía
En 2021, tenía 957 habitantes, una densidad poblacional de 310 hab./km², y 523 viviendas.